# 마리아 톨치프

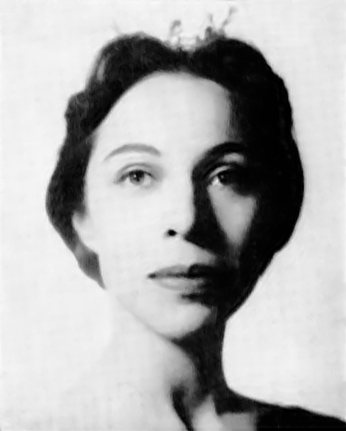

마리아 톨치프(Maria Tallchief, 본명: 엘리자베스 마리 톨 치프, Elizabeth Marie Tall Chief, 𐓏𐒰𐓐𐒿𐒷-𐓍𐓂͘𐓄𐒰, 오세이지어 문자: 𐒼𐒱𐒹𐒻𐒼𐒰-𐓆𐓈𐒷𐓊𐒷, 1925년 1월 24일 ~ 2013년 4월 11일)는 오세이지족 출신의 미국 발레리나였다. 미국 최초의 주요 프리마 발레리나이자 최초의 아메리카 원주민 발레리나였다. 조지 왕조 시대 미국 안무가 조지 발란신과 함께 미국 발레에 혁명을 일으킨 인물로 널리 인정받고 있다.

## 댄스 스타일
톨치프는 "빠른 속도, 에너지, 그리고 불꽃으로 관객을 매료시켰다"는 평을 받았다. 그녀는 "전율을 불러일으키는 열정"과 뛰어난 기교를 모두 발휘했다고 한다. 그녀는 정확한 발놀림과 운동 능력을 겸비했다. 조프리 발레단 예술감독 애슐리 휘터는 "톨치프의 영상을 보면 기교적인 세련됨 외에도 춤에 쏟은 뜨거운 열정을 확인할 수 있다. 발란신의 "불새"를 해석하는 과정에서 그녀는 내면과 외면 모두에 몰두했다. 그녀는 단순히 훌륭한 무용수일 뿐만 아니라 진정한 예술가, 자신의 개성을 춤에 녹여낸 진정한 해석가였다."라고 평했다. 타임지는 그녀를 "완벽한 멈춤, 즉 관객과 서사가 안무에 맞춰 움직일 수 있도록 하는 고요함의 순간을 포착하는 달인"이라고 평했다.
시카고 리릭 오페라단 명예 감독 윌리엄 메이슨은 톨치프를 "완벽한 전문가"라고 묘사했다. "그녀는 자신이 누구인지, 무엇인지 깨달았지만, 그것을 과시하지 않았다. 그녀는 겸손했다." 동료 댄서 알레그라 켄트는 "그녀는 다른 사람들처럼 무대를 두려워하지 않는 것 같았어요. 그녀 안에는 강철 같은 의지가 있었죠... 그녀는 음악만큼이나 섬세하고도 강렬하게 컬과 익스텐션을 표현했어요."라고 말했다.